# نظرية المدينة الخطية

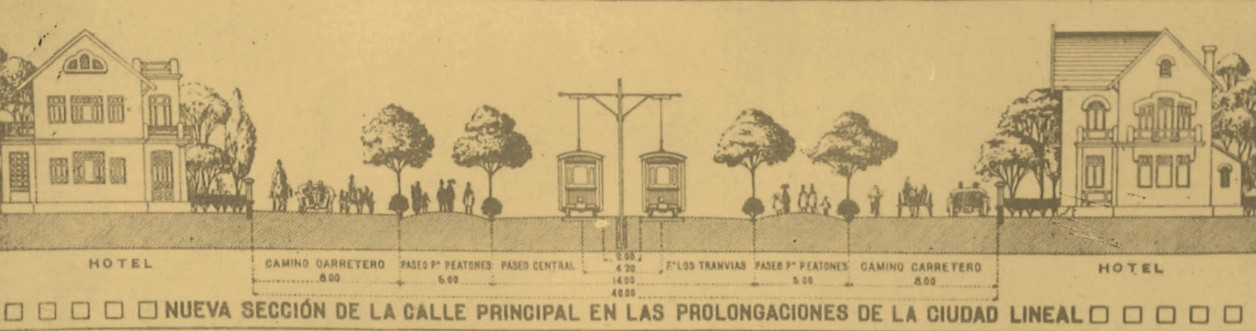
الصورة توضح مشروع حضري لـ Ciudad Lineal عام 1895 ، تخطيط ورسومات منشورة في صحيفة "La Dictadura" التابعة لشركة مدريد للتعمير.

نظرية المدينة الخطية هي فكرة لبناء وتخطيط مدينة وضعها المهندس المعماري الأسباني دون أرتورو سوريا أي ماتا (Don Arturo Soria Y Mata) عام 1882م. حيث اعتبر ماتا المدينة بأنها مصدر كل المساوئ وأن المدينة يجب أن تمزج بالريف وأن كل أسرة لابد أن تمتلك منزلا مستقلا بحديقة لا تقل مساحتها عن 400 م 2 . ويبنى منها فقط 80 م 2 .
اقترح ماتا أن يكون تصميم المدينة بالشكل التالي:
- عدد السكان 30000
- يخترق المدينة شريان مواصلات رئيسي بعرض 50 م.
- المناطق السكنية تقع بعمق 200 م من حافة الطريق.
- الخدمات الرئيسية تتوزع على طول الطريق.
- المصانع والمزارع تقع على أطراف المدينة بعيدا عن المنطقة السكنية.

هذه النظرية أوجدت حلولا لمشاكل مدن قائمة. بحيث يتم إنشاء التجمعات السكنية والمصانع على جانبي طريق الموصلات الرئيسية التي تمتد وتتفرع إلى طرق وشوارع فرعية مسدودة النهايات تبنى حولها المساكن وتمتد هذه التجمعات على امتداد الطريق الرئيسي الذي يربط المدن ببعضها. أما سبب ظهور النظرية الخطية هو لإلغاء الشكل المركزي للمدينة ومن مميزاتها الحصول على جمال الريف وجمال الطبيعة على جانبي المدينة

## أمثلة حديثة
ذا لاين في المملكة العربية السعودية